# Carrie Jacobs-Bond
Carrie Jacobs-Bond, née le 11 août 1862 à Janesville et morte le 28 décembre 1946 à Hollywood, est une compositrice et autrice américaine.

## Biographie
Carrie Jacobs-Bond publie de nombreux albums de mélodies comme Seven Songs, Eleven Small Songs, Four Songs, Some Little Songs. Elle publie aussi des pièces pour piano.
Du côté de la littérature, elle publie Short stories in verse, recueil de poésie.